# Sanctuary (Teksas)
Sanctuary – miasto w Stanach Zjednoczonych, w stanie Teksas, w hrabstwie Parker.